# 外側楔状骨
外側楔状骨（がいそくけつじょうこつ、ラテン語：cuneiforme laterale、英語：cuneiforme laterale bone）とは、四肢動物の後肢を構成する短骨の一つである。中間楔状骨、内側楔状骨、立方骨とともに遠位足根骨を構成し、足の内側前面にある。

## 外側楔状骨と関節する骨
- 第2中足骨、第3中足骨、第4中足骨、中間楔状骨、立方骨、舟状骨

## 外側楔状骨から起始する筋肉
- 母趾内転筋（斜頭）
- 短母趾屈筋

## 外側楔状骨に停止する筋肉
- 後脛骨筋